# Хиллаби
Пик Хиллаби (англ. Mount Hillaby) — самая высокая точка острова Барбадос. Пик расположен в округе Сент-Эндрю. Имеет высоту 340 метров (1 115 футов).

## Геология
Хиллаби не является, хотя и принадлежит к вулканической системе расположенной на дне океана, и протягивающейся от Пуэрто-Рико до острова Тринидад. Гора и остров образованы как аккреционная призма на стыке карибской и южно-американской плит. Склоны горы покрыты 100 метровыми донными и грязевулканическими отложениями, покрытые сверху известняковыми и кремнистыми слоями. В некоторых местах встречается мергель в котором обнаруживаются фоссилии.